# Mauvais Parlement
Le Mauvais Parlement est un Parlement d'Angleterre, qui siégea entre le 27 janvier et le 2 mars 1377. Ce fut le 47e et dernier parlement du règne d'Édouard III. Son président était Sir Thomas Hungerford.
Influencé par le prince Jean de Gand, il annula le travail entrepris par le Bon Parlement pour réduire la corruption du Conseil privé. Il introduisit également une capitation, qui conduisit à la Révolte des paysans de 1381.

## Sources
- (en) Cet article est partiellement ou en totalité issu de l’article de Wikipédia en anglais intitulé « Bad Parliament » (voir la liste des auteurs).